# Ogooué

Ogoouéflodens avrinningsområde

Ogooué eller Ogowe, på svenska tidigare även Ogove, är den viktigaste floden i Gabon i Västafrika. Ogooué rinner upp i Kongo-Brazzaville på 450 m ö.h. 3°10′S 13°50′Ö / 3.167°S 13.833°Ö, på en sandig, nästan trädlös platå, Batéképlatån, som bildar vattendelare mellan dess och Kongoflodens områden. Den flyter i nordvästlig riktning, bildar flera forsar och mottar flera bifloder, samt vänder sig, sedan den från norr i närheten av ekvatorn mottagit Ivindo, mot väster och längre ned mot sydväst. Sedan den från sydost mottagit sitt största tillflöde, Ngounié, blir den mycket bred och örik samt mottar från norr vatten från sjön Azingo och från söder från sjöarna Onangué och Anengué.
Den nordligaste grenen av deltat, Nasaretfloden, som faller ut i Nasaretviken norr om Kap Lopez, har under den torraste perioden av året ett djup av 6–9 meter. Den sydligaste faller ut i den stora lagunen Nkomi, som sammanhänger med Atlanten. Deltats stora utsträckning (omkring 120 km i norr och söder) samt den ofantliga vattenmassan (som beror på att flodområdet ligger inom det tropiska regnbältet) gav anledning till tron att floden var en bifurkation av Kongo eller en av kontinentens huvudfloder. Dess längd är 1 200 km, flodområdet 300 000 km², varav det sumpiga deltat 4 800 km². Den är farbar för mindre fartyg 350 km upp till Ndjolé.
Flodens mynningsområde togs 1873 i besittning av fransmännen, och Victor de Compiègne och Alfred Marche åkte 1874 uppför floden nästan till 13° östlig längd. Från 1876 undersökte Pierre Savorgnan de Brazza på flera resor flodens övre lopp och tog samtidigt dess område i besittning för Frankrike (Franska Kongoområdet).